# Украинска въстаническа армия
Украинска въстаническа армия (на украински: Українська повстанська армія, съкратено УВА (УПА) е мащабна военна сила на Организацията на украинските националисти, а по-късно на Национална партизанска армия на Украйна.
Води въоръжена съпротива през 1940-те и 1950-те години срещу войските на Нацистка Германия, СССР, Чехословакия, Румъния, Армия Крайова (Полша) и Комунистическа Полша. Създадена е във Волиния (Северозападна Украйна) през пролетта на 1943 година.
УПА е най-голямата партизанска сила (в различни периоди е била между 20 000 и 60 000 войници) на нация без държава в Европа по време на Втората световна война.
Официалният ден на УПА е 14 октомври, Покров Богородичен. Главният командир на УПА – генерал Роман Шухевич (1943 – 1950 г.); полковник Васил Кук (1950 – 1953 г.).
УПА често е обвинявана в колаборация с нацистите по време на Втората световна война и в извършване на етническо прочистване на полското население във Волиния и Галиция през 1943 г.

## Причините за въоръжената съпротива на УПА
Военните действия на УПА са били част от украинския въпрос през периода между двете световни войни и следвоенна Европа. От военна гледна точка това е продължение на Украинско-полската война през 1918 – 1919 г. и Украинско-руската война през 1918 – 1921 г. с цел възстановяване на суверенитета на Украйна на всичките етнически територии, контролирани от Украинската Народна Република и Западноукраинската Народна Република. Областите Волиния и Източна Галиция попадат на територията на Полша в периода между двете световни войни. В двете области живеят около 300 000 поляци, включително заселниците от 30-те години. Официалната полска политика е провеждане на полонизация, украинският национализъм е потискан и често проявите му са наказвани, което засилва напрежението между поляци и украинци.

## Етническо прочистване във Волиния и Източна Галиция
Идеята за етническо прочистване на областите Волиния и Източна Галиция е дело на Степан Бандера, един от водачите на въстаническата армия. Целта е основаването на независима интегрална държава с хомогенно население. Първата атака е извършена на 9 февруари 1943 г. в окръг Сарни. 11 юли се смята за най-кървавият ден, като тогава са атакувани и унищожени 167 селища, а тяхното население е избито. През август 1943 г. полското население в Източна Галиция е предупредено да напусне областта до 48 часа при заплаха от неизбежна смърт. Кампанията на терор включва ужасяващи мъчения. Избивани са жени, деца и стари хора, изгаряни са църкви, свещеници са разпъвани на кръст, както отбелязва историкът Норман Дейвис. Освен местното полско население обект на атаки стават и украински комунисти, както и колаборатори на НКВД.
През месец юли полската Армия Крайова организира съпротива в отговор на терора, провеждайки акции за отмъщение.
Приетият от историците в Полша и в Западна Европа брой на убитите във Волиния е между 35 000 и 60 000 души. В Източна Галиция са убити между 20 000 и 25 000 души. Украинските жертви са изчисляват между 4000 (според западните историци) и 40 000 (според украинските историци). Отговорност за жертвите не е поета от никого. На 15 юли 2009 г. Сеймът приема декларация относно „трагичната съдба на поляците в източните територии“.

## Последици от въоръжената съпротива на УПА
Въоръжената съпротива на УПА срещу всичките военни сили, които ръководството на ОУН е считало за окупационни, е продължавала от 1943 до 1953 година, въпреки че мобилизацията в УПА е спряла през 1949 г. след отделна заповед на Главния щаб.
Последиците от дейностите на УПА:
- 1943 – спряно е мобилизирането на украинските младежи от Галиция и Волиния за сталинската войска на СССР;
- 1945 – не допуска да се включат земите от Галиция и Волиния в състава на Полша;
- 1946 – 1948 – продължителната война в тила на СССР е способствувала прекратяването на плановете на Йосиф Сталин за окупация на Централна и Западна Европа;
- продължителна партизанска война с най-големия враг – СССР – е довела до значителни загуби от страната на УПА и цивилното население, което впоследствие е депортирано в Сибир (от 100 000 до 300 000 души).

Според някои украински историци военните действия на УПА са амортизирали заплахите от комунистически терор и глад през 1946 – 1947 година. Именно УПА са нарушава плановете за масова колективизация на селското стопанство на Галиция и Волиния. Така стотици хиляди жители от централна Украйна са могли да се спасят, избягвайки в западната част на страната, където комунистите не са контролирали тотално продоволствието.
Успешните действия на УПА на етническите украински територии, предадени след Втората световна война на комунистическа Полша, през 1947 година са довели до операцията „Висла“ – депортацията на всички украинци в западни и северни райони на Полша, която фактически се изпълнявала във формата на етнически чистки. Военния окръг „УПА-Запад“ след операцията „Висла“ бил парализиран, някои части с боеве са стигнали до Бавария, някои – към съветската зона на окупация на Украйна.